# سرباز جهانی: بازگشت
سرباز جهانی: بازگشت (به انگلیسی: Universal Soldier: The Return) یک فیلم اکشن و علمی تخیلی آمریکایی محصول سال ۱۹۹۹ به کارگردانی میک راجرز در اولین و آخرین کارگردانی خود به نویسندگی ویلیام مالون و جان فاسانو و تهیه کنندگی کریگ بامگارتن، آلن شاپیرو (از تهیه‌کنندگان فیلم اول) و ژان کلود ون دام است. ژان-کلود ون دام که در این فیلم نیز نقش خود را به عنوان لوک دوراکس بازی می‌کند. در این فیلم همچنین مایکل جای وایت، هایدی شانز، زاندر برکلی، جاستین لازارد، کیانا تام، دنیل وان بارگن و بیل گلدبرگ نیز بازی می‌کنند. این فیلم در ۲۰ اوت ۱۹۹۹ در ایالات متحده اکران شد. این آخرین فیلم ون دام بود که تا سال ۲۰۱۲ بی‌مصرف‌ها ۲ به‌طور گسترده در ایالات متحده اکران شد.
این فیلم دنباله‌ای بر فیلم سرباز جهانی (فیلم ۱۹۹۲) و چهارمین فیلم از مجموعه فیلم‌های سرباز جهانی (مجموعه فیلم‌ها) است که قبل از آن دو فیلم تلویزیونی ساخته شده بودند، سرباز جهانی ۲: برادران در ارتش و سرباز جهانی۳: عملیات ناتمام. این فیلم با نقدهای منفی روبرو شد و بیش از ۱۰ میلیون دلار در سینماهای ایالات متحده فروخت. قسمت پنجم از این مجموعه، یک فیلم ویدیویی بنام سرباز جهانی: احیا، ده سال پس از اکران فیلم، با نادیده گرفتن این قسمت ساخته شد. که دنباله‌ای جایگزین برای فیلم اول بود.

## داستان
«لوک دوراکس» (وان دام)، تنها عضو بازمانده گروه «سربازان جهانی» اصلی است. او در حال حاضر با «دیکلن کاتنر» (برکلی) روی راه اندازی دوبارهٔ پروژه سربازان جهانی کار می‌کند. در این پروژه، سربازان جهانی را کامپیوتری به نام «ست» کنترل می‌کند. وقتی مقامات دولتی تصمیم می‌گیرند پروژه را متوقف کنند، «ست» که نمی‌خواهد «خاموش» شود، دست به فعالیت‌هایی می‌زند و …

## باکس آفیس
این فیلم در باکس آفیس در رتبه چهارم قرار گرفت. سرباز جهانی: بازگشت تنها ۱۰ میلیون دلار در ایالات متحده فروش در مقابل بوجه ۴۵ میلیون دلاری داشت. و تبدیل به بمب گیشه شد.

## پاسخ انتقادی
نظرات بیشتر منفی بود. در راتن تومیتوز، این فیلم بر اساس نقدهای ۵۸ منتقد، با میانگین امتیاز ۵٫۳ از ۱۰ امتیاز دارد. اجماع انتقادی وب سایت بیان می‌کند: «سرباز جهانی: بازگشت تقریباً در هر سطحی شکست می‌خورد، از داستان عمومی آن گرفته تا اکشن درجه دوم و عملکردهای پایین‌تر». در متاکریتیک، این فیلم بر اساس بررسی‌های ۱۴ منتقد، امتیاز ۲۴ از ۱۰۰ را کسب کرده است که نشان‌دهنده «بررسی‌های عموماً نامطلوب» است.